# Hóquei no gelo nos Jogos Olímpicos de Inverno de 2006
O torneio de hóquei no gelo nos Jogos Olímpicos de Inverno de 2006 foi realizado no Palasport Olimpico e no Torino Esposizioni em Turim. A competição masculina aconteceu de 15 a 26 de fevereiro e a feminina de 11 a 20 de fevereiro.

## Calendário
| Fevereiro      | 10 | 11 | 12 | 13 | 14 | 15 | 16 | 17 | 18 | 19 | 20 | 21 | 22 | 23 | 24 | 25 | 26 |
| -------------- | -- | -- | -- | -- | -- | -- | -- | -- | -- | -- | -- | -- | -- | -- | -- | -- | -- |
| Hóquei no gelo |    |    |    |    |    |    |    |    |    |    | 1  |    |    |    |    |    | 1  |

|  | Dia de competição |  | Dia de final |  | Exibição de gala |

## Eventos
- Torneio feminino (8 equipes)
- Torneio masculino (12 equipes)

## Medalhistas
| Evento             | Ouro | Prata | Bronze |
| ------------------ | --- | --- | --- |
| Masculino detalhes | Christian Bäckman Niclas Hävelid Kenny Jönsson Niklas Kronwall Nicklas Lidström-A Mattias Öhlund Ronnie Sundin Daniel Tjärnqvist Daniel Alfredsson-A P.J. Axelsson Peter Forsberg Mika Hannula Tomas Holmström Jörgen Jönsson Fredrik Modin Samuel Påhlsson Mikael Samuelsson Daniel Sedin Henrik Sedin Mats Sundin-C Henrik Zetterberg Stefan Liv Henrik Lundqvist Mikael Tellqvist SWE Suécia | Aki Berg Lasse Kukkonen Toni Lydman Antti-Jussi Niemi Petteri Nummelin Teppo Numminen Sami Salo Kimmo Timonen Niklas Hagman Jukka Hentunen Olli Jokinen Jussi Jokinen Niko Kapanen Saku Koivu-C Mikko Koivu Antti Laaksonen Jere Lehtinen Ville Nieminen Ville Peltonen Jarkko Ruutu Teemu Selänne-A Niklas Bäckström Antero Niittymäki Fredrik Norrena FIN Finlândia | František Kaberle Tomáš Kaberle Filip Kuba Pavel Kubina Marek Malík Jaroslav Špaček Marek Židlický Jan Bulis Petr Čajánek Patrik Eliáš Martin Erat Milan Hejduk Aleš Hemský Jaromír Jágr-C Aleš Kotalík Robert Lang Rostislav Olesz Václav Prospal Martin Ručínský Martin Straka David Výborný Dominik Hašek Milan Hnilička Dušan Salfický Tomáš Vokoun CZE República Checa |
| Feminino detalhes  | Becky Kellar Colleen Sostorics Charline Labonté Cherie Piper Cheryl Pounder Caroline Ouellette Danielle Goyette Jayna Hefford Jennifer Botterill Hayley Wickenheiser Kim St-Pierre Vicky Sunohara Cassie Campbell Gillian Ferrari Carla MacLeod Meghan Agosta Gillian Apps Gina Kingsbury Sarah Vaillancourt Katie Weatherston CAN Canadá                                                       | Cecilia Andersson Gunilla Andersson Jenni Asserholt Ann-Louise Edstrand Joa Elfsberg Emma Eliasson Erika Holst Nanna Jansson Ylva Lindberg Jenny Lindqvist Kristina Lundberg Kim Martin Frida Nevalainen Emilie O'Konor Maria Rooth Danijela Rundqvist Therese Sjölander Katarina Timglas Anna Vikman Pernilla Winberg SWE Suécia                                     | Pam Dreyer Chanda Gunn Courtney Kennedy Angela Ruggiero Lyndsay Wall Helen Resor Caitlin Cahow Molly Engstrom Jamie Hagerman Krissy Wendell Kim Insalaco Jenny Potter Julie Chu Kelly Stephens Kathleen Kauth Kristin King Katie King Natalie Darwitz Tricia Dunn-Luoma Sarah Parsons USA Estados Unidos                                                                    |

## Quadro de medalhas
| Ordem | País                | Medalha de ouro | Medalha de prata | Medalha de bronze |   | Ordem por total |
| ----- | ------------------- | --------------- | ---------------- | ----------------- | - | --------------- |
| 1     | SWE Suécia          | 1               | 1                |                   | 2 | 1               |
| 2     | CAN Canadá          | 1               |                  |                   | 1 | 2               |
| 3     | FIN Finlândia       |                 | 1                |                   | 1 | 2               |
| 4     | USA Estados Unidos  |                 |                  | 1                 | 1 | 2               |
| 4     | CZE República Checa |                 |                  | 1                 | 1 | 2               |
| TOTAL | TOTAL               | 2               | 2                | 2                 | 6 | —               |